# ハ44 (エンジン)
ハ44は、第二次世界大戦期に中島飛行機が開発・製造した空冷星型航空機用レシプロエンジン。陸軍名称はハ219。ハ44は陸海軍統合名称である。

## 概要
初期の国産空冷エンジンの傑作である寿を複列14気筒化したものにハ5があるが、ハ44はそれをさらに18気筒化したものである。試作開始は1942年7月、終戦まで23台が製造された。
排気タービン過給機装備型が、試作高々度戦闘機のキ87やキ94IIのエンジンとして使用される予定であった。

## 主要諸元

### ハ44-12
- タイプ：空冷星型18気筒
- ボア×ストローク：146 mm×160 mm
- 排気量：48.2 L
- 全長：2,110 mm
- 直径：1,280 mm
- 乾燥重量：1,150 kg
- 圧縮比：7.2
- 過給機：遠心式スーパーチャージャー1段2速
- 離昇馬力　
  - 2,450 hp / 2,800rpm / ブースト+550 mmhg
- 公称馬力　
  - 2,300 hp / 2,700 rpm / ブースト+350 mmhg（高度2,700 m）
  - 2,050 hp / 2,700 rpm / ブースト+350 mmhg（高度6,400 m）

### ハ44-12ル（ハ219ル）
- 過給機：排気タービン
- 離昇馬力　
  - 2,450　hp / 2,800　rpm
- 公称馬力　
  - 2,350 hp / 2,700 rpm（高度1,100 m）
  - 2,200 hp / 2,700 rpm（高度4,400 m）
  - 2,040 hp / 2,700 rpm（高度11,000 m）